# Teatro romano di Amman
Il Teatro romano di Amman è il più grande della Giordania con circa 6000 posti per gli spettatori ed è tutt'oggi utilizzato per vari spettacoli.

## Storia
Il Teatro romano fu costruito tra il 138 e il 161 d.C. dall'imperatore romano Antonino Pio. Situato sul retro dell'antico Foro, di cui oggi rimane parte del colonnato, si addossa sul fianco di una collina.

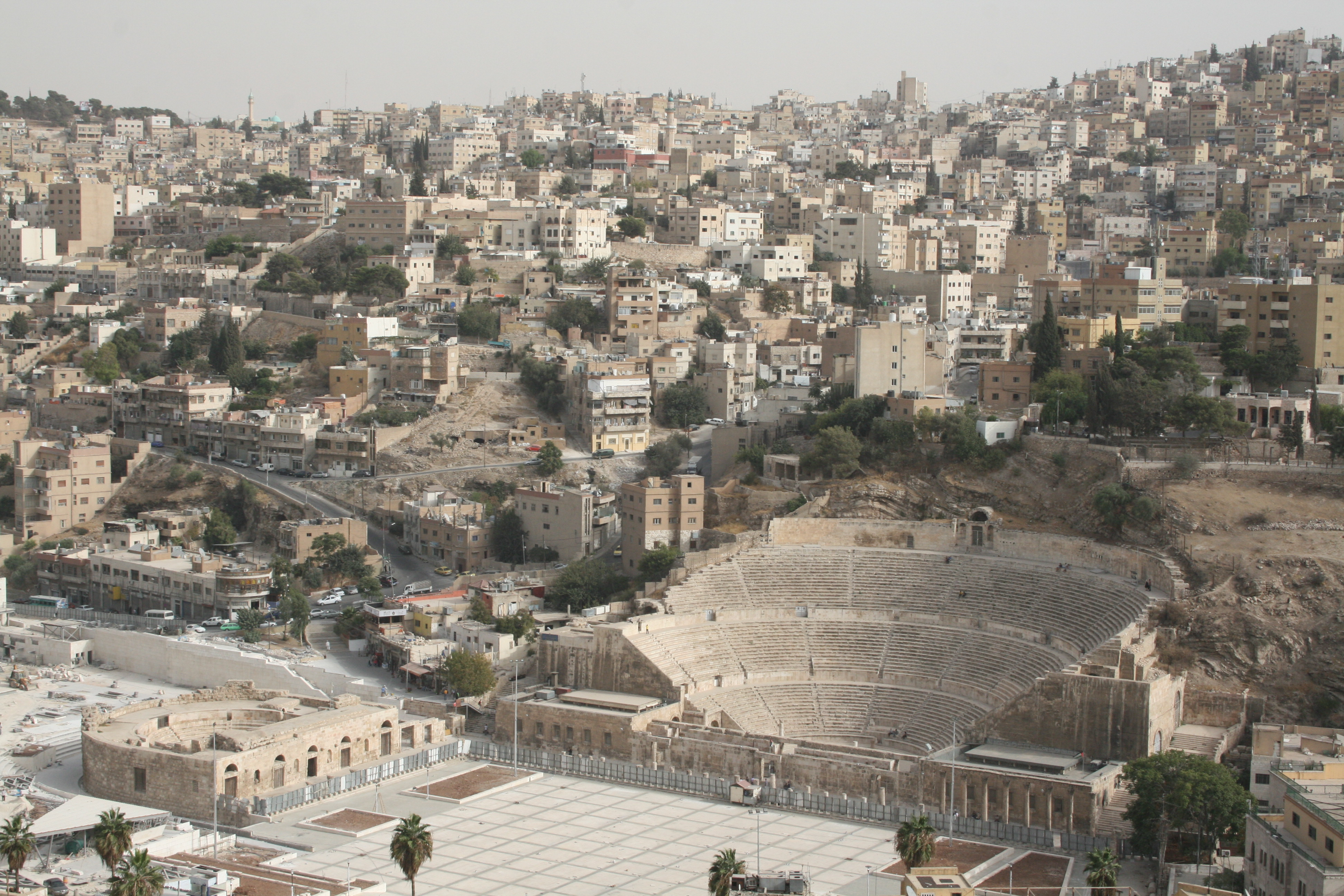
Il teatro nel contesto urbano odierno

## Struttura
Il teatro si sviluppa su tre distinti settori. Il più basso era destinato ai notabili cittadini, quello mediano ai militari mentre quello più alto al popolo. Nella nicchia in alto era presente una statua della dea Atena oggi custodita nel Museo archeologico Nazionale di Amman.

## Museo del Folklore
Annesso al Teatro romano di Amman c'è il Museo del Folklore che oltre ad ospitare indumenti e oggetti di cultura tradizionale. In una saletta annessa è presente anche una piccola collezione di mosaici rinvenuti nei dintorni.